# Unfriended: Dark Web
Unfriended: Dark Web (tạm dịch: Hủy kết bạn: Web đen) là phim kinh dị Mỹ năm 2018, được viết và đạo diễn bởi Stephen Susco. Phim được quay từ màn hình điện thoại thông minh và máy tính. Bộ phim có sự tham gia ngôi sao Colin Woodell, Rebecca Rittenhouse, Betty Gabriel, Connor Del Rio, Andrew Lees, Stephanie Nogueras, và Savira Windyani. Bộ phim bắt đầu quay vào ngày 7 tháng 2 năm 2018, đây là phần 2 sau bộ phim năm 2014 Unfriended, nội dung kể về một nhóm bạn trẻ tìm thấy một máy tính xách tay có quyền truy cập vào dark web, và nhận ra rằng họ đang bị theo dõi bởi các chủ sở hữu trước.
Bộ phim được trình chiếu tại Lễ hội South by Southwest ngày 9 tháng 3 năm 2018, và đã được phát hành tại Hoa Kỳ ngày 20 tháng 7 năm 2018, bởi Universal Pictures' OTL phát hành và BH Tilt của Blumhouse Productions'. Bộ phim nhận đánh giá không được tốt cho lắm từ các nhà phê bình, và đã thu về hơn 16 triệu đô la, so với ngân sách sản xuất 1 triệu đô la.

## Nội dung
Matias O'Brien hiện đang thử một máy tính xách tay mới mà anh đã nhặt được, ban đầu thuộc về một người tên là Norah C. IV. Anh bắt đầu thử nghiệm Papaya, một ứng dụng mà Matias làm cho bạn gái bị điếc của mình Amaya. Một ứng dụng nghe giọng nói của người dùng và chuyển giọng nói đó thành từ được hiển thị trên màn hình. Nhưng, Amaya lại không vui vì ứng dụng chỉ làm cho cô hiểu những gì Matias nói, nhưng lại không hiểu những gì cô nói với anh.
Matias tiếp tục nhận được tin nhắn trên tài khoản của Norah. C IV từ một người tên là Erica Dunne. Matias bắt đầu gọi video Skype với bạn của mình - thiên tài công nghệ Damon, nhà lý thuyết học và Youtuber AJ, DJ Lexx, Serena và Nari - và bắt đầu bực bội với cái máy tính mới này, vì nó khởi động lại liên tục. Serena và Nari tiết lộ rằng họ đã đính hôn. Serena mong muốn cô ấy có thể nói với mẹ cô sớm hơn vì mẹ cô đang phải sống bằng máy hỗ trợ sự sống do mắc phải bệnh ung thư não.
Matias phát hiện ra rằng Erica chính là Norah. Vì anh đã lấy cái máy tính từ thùng giữ đồ để quên tại một quán cà phê internet, nên anh chuẩn bị trả lại. Anh nhìn thấy một tin nhắn cho Norah về thanh toán mà Norah nhận được từ một video. Tò mò, anh bắt đầu trò chuyện với người bí ẩn này. Một tài khoản tên Charon68 nói chuyện với Matias thông qua một phần mềm lạ tên là The River. Tất cả các bạn bè của Matias đang xem hành động của anh thông qua một màn hình được chia sẻ, và AJ nhận ra đây là Dark Web. Charon68 đề cập đến một video, và phương pháp trephination. Matias tra xem trephination là cái gì, và họ đều hiểu ra đó là phương pháp khoan một lỗ trong hộp sọ người. Anh dừng nói chuyện với Charon68 và cảm thấy lo sợ.
Damon nhận ra rằng "Norah C." chỉ là Charon đánh vần ngược lại. Cả nhóm tìm thấy nhiều video ẩn, hầu hết là về các cô gái bị tra tấn. Matias dò địa chỉ của một trong các đoạn video và nhận ra một cô gái đã bị mất tích từ trước đó: Erica Dunne, tài khoản mà Charon đang sử dụng. Matias nhận được một cuộc gọi video từ Amaya. Tuy nhiên, cô ấy đang tắm. Thay vào đó anh thấy một người trùm đầu bắt đi cô bạn cùng phòng Kelly. Người đó hóa ra là Norah C hay Charon. Hắn yêu cầu lấy máy tính lại hoặc hắn sẽ giết Amaya.
Matias thấy Nari cố gắng gọi cảnh sát. Anh ngăn cản và bịa rằng đó chỉ là một trò chơi mà anh làm cho vì đêm nay là đêm chơi. Matias cố gắng thuyết phục Amaya qua nhà anh. Cô vẫn buồn, nghĩ rằng anh không nỗ lực học câm ngữ vì cô. Matias thừa nhận rằng anh đã lo lắng khi người hướng dẫn nói việc hẹn hò với một người điếc có thể khó khăn như thế nào, nhưng anh thực sự muốn cố gắng vì cả hai. Amaya quyết định gặp Matias, với Charon bám theo cô ấy.
Để đảm bảo Charon giữ lời, Matias chuyển tất cả tiền ảo trong tài khoản của Charon vào tài khoản riêng của mình. Charon giận dữ mắng chửi Matias vì việc này nhưng Matias nói rằng hắn sẽ nhận được tiền và máy tính xách tay trở lại nếu hứa sẽ giữ cho Amaya an toàn và thả Erica. Anh sau đó nhận được tin nhắn từ The Circle, một nhóm hacker sử dụng các biến thể của Charon như tên của họ. Dường như họ biết việc Matias lấy tiền và Charon để lộ mặt của hắn.
Nhiều tài khoản với tên Charon tham gia cuộc trò chuyện video. Họ đăng một đoạn video quay Lexx bị đẩy khỏi mái nhà, nơi cô đang gọi điện. The Circle cho thấy họ đã chỉnh sửa video của AJ để làm cho nó có âm thanh như anh ấy sẽ phá hủy một trung tâm mua sắm và gửi cho một nhân viên 911. Cảnh sát đột nhập vào nhà của anh và The Circle hack máy tính của anh ấy để mở hiệu ứng âm thanh nạp đạn. Kết quả là cảnh sát nghĩ rằng anh có vũ khí và bắn anh. The Circle sau đó cho chiếu cảnh Nari tại tàu điện ngầm và mẹ của Serena đang sử dụng thiết bị hỗ trợ sống. Họ buộc Serena phải lựa chọn giữa hai người, nhưng cô không thể. Khi đếm ngược kết thúc, The Circle kéo máy hỗ trợ sống khỏi người mẹ cô, đẩy Nari ra trước tàu và giết Serena ở nhà của cô.
Matias rời đi và chở Amaya trên xe đạp của mình, để lại máy tính xách tay mở vì vậy Damon có thể sao chép các tập tin của nó. Charon giành quyền kiểm soát máy và Damon nói với The Circle rằng anh đã ghi lại tất cả mọi thứ để cảnh sát tìm. Charon đưa Erica vào buồng riêng của Matias. Damon nhận ra rằng The Circle đã lên kế hoạch tất cả để Matias tìm thấy cái máy tính mồi nhử hòng đổ tội cho anh và bạn bè của mình, vì vậy, The Circle có thể tránh bị phát hiện từ pháp luật. Sau đó, một Charon treo cổ Damon trên cửa tủ quần áo của mình. Một Charon khác viết giả lời thú tội và trăn trối trước khi chết, ngụ ý tất cả mọi người đã tự sát vì cảm giác tội lỗi.
Matias nhận được một cuộc gọi từ Amaya hỏi rằng anh ở đâu. Anh nhận ra rằng Circle đã hack tin nhắn của mình để làm cho Amaya đi đến nơi khác. Anh theo dõi qua camera trong vô vọng khi Amaya bị tấn công bởi một Charon, có lẽ là tra tấn hoặc giết cô ấy cho một video khác. Đau đớn, Matias hỏi The Circle lí do họ đã làm tất cả việc này, và họ lặp lại một đoạn clip của anh trước đó nói rằng "sau tất cả, đây là trò chơi", tiết lộ rằng đây là chỉ đơn giản là giải trí cho họ.
Các thành viên của The Circle mở một cuộc thăm dò để quyết định số phận của Matias. Trong lúc họ bỏ phiếu, anh cười, không còn quan tâm đến sự an toàn của chính bản thân nữa. Erica tỉnh dậy trong căn hộ của Matias và đi đến máy tính, cầu xin sự giúp đỡ, nhưng video đã bị cắt. Cuộc thăm dò nhận được tổng cộng hơn 23257 phiếu, không đến một phần tư số đó bỏ phiếu để Matias sống. Anh bị xe của một Charon cán. Hoàn thành xong tội ác, các thành viên của The Circle cất mặt nạ, mỉm cười, đồng thời tiết lộ rằng góc xem của khán giả thật ra là từ máy tính của Charon I.